# Réaction de substitution
En chimie organique une réaction de substitution  est une réaction organique dans laquelle un atome ou groupe d'atomes (groupe fonctionnel) d'un composé chimique est remplacé par un autre atome ou groupe d'atomes (le substituant),.
Cet article se concentre sur les réactions de substitution en chimie organique. On peut cependant étendre ce concept :
- à l'échange de ligands sur l'atome central dans un complexe ;
- aux réactions de titrage par substitution ;
- à l'échange d'un noyau atomique par un noyau de même nombre atomique, mais de masse différente.

## Mécanisme général
Les réactions de substitution mettent en jeu initialement deux espèces : le substituant, et la molécule qui va subir la substitution, constituée d'une partie qui ne va pas être directement affectée par la réaction (si ce n'est, dans certains cas, par un changement de configuration relative), et un groupe partant (GP) qui va être détaché du reste de la molécule.
{\displaystyle \mathrm {Substituant+R{-}GP\rightleftharpoons \ {Substituant{-}R}+GP} }
Au niveau réactionnel, il existe deux mécanismes limites permettant d'effectuer une substitution:
- un mécanisme en deux étapes. La première est le départ du groupe partant, réaction monomoléculaire et étape cinétiquement limitante, la seconde étant l'attaque du substituant sur le reste de la molécule. Ce type de substitution sera qualifié de « monomoléculaire », comme la substitution nucléophile monomoléculaire, notée en abrégé SN1;
- un mécanisme à une étape, dans laquelle l'attaque du substituant est simultanée avec le départ du groupe partant. Cette unique étape implique deux molécules, elle est donc bimoléculaire, et les substitutions fonctionnant sur ce mécanisme seront appelées « bimoléculaire », comme la substitution nucléophile bimoléculaire, notée en abrégé SN2.

## Nature de la substitution
Les réactions de substitution se classent d'abord selon la nature du substituant qui attaque le produit initial, et sont qualifiées en fonction de cette nature:
- dans les substitutions électrophiles, le substituant est un électrophile, c'est-à-dire pauvre en électron, et attiré par des composés riches en électrons (composés comportant des doublets libres, des liaisons multiples, comme les alcènes, alcynes, composés aromatiques, anions...);
- dans les substitutions nucléophiles, le substituant est un nucléophile, c'est-à-dire riche en électron, et attiré par des composés en déficit d'électrons (alcane ou composé aromatique substitué où le carbone est lié à un atome plus électronégatif comme dans les halogénoalcanes, composé carbonylé, cations...);
- dans les substitutions radicalaires, le substituant est un radical libre.

### Substitution nucléophile
Une substitution nucléophile est donc une substitution dans laquelle le substituant est un nucléophile, c'est-à-dire un atome ou une molécule riche en électrons. Ce type de substitution peut avoir lieu sur différents types de composés :
- sur un composé aliphatique insaturé, on parle alors de substitution nucléophile aliphatique, voire simplement de substitution nucléophile. Cette réaction possède deux mécanismes limites, la substitution nucléophile monomoléculaire (SN1) et la substitution nucléophile bimoléculaire (SN2). La première résulte en un mélange d'énantiomères, le second en un produit unique, de configuration inverse par rapport au réactif initial (inversion de Walden);
- sur un composé aromatique, on parle alors substitution nucléophile aromatique ;
- sur un dérivé d'acide carboxylique (ester, amide, halogénure d'acyle...), on parle alors de substitution nucléophile d'acyle.

Les réactions de substitution nucléophile sont en général concurrencées par les réactions d'élimination analogues. Il suffit que les conditions de réactions soient un peu plus « rudes » (présence de base forte, chauffage) pour favoriser ces dernières.

### Substitution électrophile
Une réaction de substitution électrophile est donc la réaction de substitution où le substituant est un électrophile. Ce genre de réactions de substitutions se produit majoritairement sur des composés aromatiques, on parle alors de substitution électrophile aromatique.
| substitution électrophile aromatique |
| substitution électrophile aromatique |

Les réactions électrophiles sur d'autres composés insaturés que les arènes mènent en général plus à des additions électrophiles que des substitutions.

### Substitution radicalaire
Une substitution radicalaire est une substitution impliquant un radical. On peut citer par exemple la réaction de Hunsdiecker.

## Chimie inorganique et chimie organométallique
Quoique les réactions de substitution sont normalement introduits dans le contexte de la chimie organique, il y a nombreuses exemples en chimie inorganique et en chimie organométallique. Les ligands aux complexes de coordination sont susceptibles à la substitution. Les mécanismes associatives ainsi que dissociatives ont été observés,.

La substitution associative, par exemple, se trouve typiquement en chimie organométallique et dans la chimie des complexes de coordination, mais ressemble au mécanisme SN2 en chimie organique. 
 Nombreux exemples de mécanismes associatifs se trouvent à la chimie des complexes métalliques plans carrés tels que l'ion tétrachloroplatinate PtCl42- et le complexe de Vaska.
Le chemin inverse est la substitution dissociative, analogue au mécanisme SN1 en chimie organique; le groupe nucléofuge part avant que le nouveau substituant nucléophile arrive. Ce chemin met en évidence l'effet cis, ou la déstabilisation des ligands carbonyle CO en position cis par rapport à certains autres ligands.
Les complexes qui subissent la substitution dissociative ont souvent une coordinence maximale avec 18 électrons de valence, et souvent une géométrie moléculaire octaédrique. L'entropie d'activation est typiquement positive pour ces réactions, ce qui indique que le désordre du système réactif augmente à l'étape cinétiquement déterminante. Les chemins dissociatifs sont caractérisés par une étape cinétiquement déterminante qui implique la libération d'un ligand de la sphère de coordination du métal qui subit la substitution. La vitesse de réaction ne dépend pas de la concentration du nucléophile substituant, et un intermédiaire du nombre de coordination réduit peut être détecté.
La réaction peut être décrite par les constantes de vitesses des trois étapes k1, k−1 et k2ː
{\displaystyle {\ce {L_{\mathit {n}}M-L<=>[-\mathrm {L} ,k_{1}][+\mathrm {L} ,k_{-1}]L_{\mathit {n}}M-\Box ->[+\mathrm {L} ',k_{2}]L_{\mathit {n}}M-L'}}}
Normalement l'étape déterminante de vitesse est la dissociation initiale de L à partir du complex, et [L'] ne change pas la vitesse de réaction, qui est donnée alors par l'équation de vitesse simpleː
{\displaystyle {\ce {Vitesse={{\mathit {k}}_{1}[L_{\mathit {n}}M-L]}}}}